# Johanna Nichols
Johanna Nichols – amerykańska językoznawczyni, kaukazolog oraz slawistka. Absolwentka Uniwersytetów Iowa (1967) oraz Kalifornijskiego (1973), na wydziale – Języków i Literatur Słowiańskich – na którym pozostała i wciąż pracuje.
Prowadzi badania w zakresie historii i pochodzenia języków, typologii, gramatyki porównawczej, języków słowiańskich oraz języków nach-dagestańskich, w tym szczególnie nachskich
(gł. czeczeńskiego i inguskiego). Owocem jej badań nad historią językową świata, dzięki którym zyskała największą popularność, była praca pt. Linguistic Diversity in Space and Time („Różnorodność językowa w czasie i przestrzeni”), pokazująca zastosowanie typologii w opisie prehistorycznych wędrówek ludów.

## Dostępne teksty i projekty
- gramatyka i słownik języka czeczeńskiego, autorstwa J. Nichols
- gramatyka i słownik języka inguskiego, autorstwa J. Nichols. ingush.berkeley.edu:7012. [zarchiwizowane z tego adresu (2005-03-24)].
- przegląd języków kaukaskich. popgen.well.ox.ac.uk. [zarchiwizowane z tego adresu (2007-10-13)].